# 건담 픽스 피규레이션
건담 픽스 피규레이션(영어: Gundam Fix Figuration, GFF, 일본어: ガンダム・フィックス・フィギュレーション)은 건담 시리즈에 등장하는 모빌 슈트들을 반다이에서 상품화해서 판매하는 완성품 액션 피규어 제품군이다. 파생된 시리즈로는 건담 픽스 피규레이션 메탈 콤포지트(Gundam Fix Figuration Metal Composite, GFFMC) 및 건담 픽스 피규레이션 넥스트 제너레이션(Gundam Fix Figuration Next Generation)이 있다.

## 같이 보기
- 건담 픽스 피규레이션 메탈 콤포지트
- 메탈빌드